# KABC-TV
KABC-TV는 캘리포니아주 로스앤젤레스를 권역으로 하는 ABC 계열 방송국으로 월트 디즈니 컴퍼니의 자회사인 디즈니-ABC 텔레비전 그룹의 직영국이다. 본사는 글렌데일의 Circle Seven Drive (주간고속도로 제5호선 일부)에 위치해 있다. 채널 번호는 7번이며, 송신소는 마운트 윌슨에 있다.
자매방송국으로 ESPN 라디오 네트워크의 KSPN (AM)와 라디오 디즈니 네트워크의 KDIS (AM)가 있다.
KABC-TV는 1949년 9월 16일에 KECA-TV란 호출부호로 방송을 시작하였다. 1954년 2월 1일에 호출부호를 지금의 KABC-TV로 변경하였다.

## 슬로건
First in HD

The team that defines breaking news

Welcome to the circle

## 같이 보기
- ABC (미국 방송사)